# Oreo
Oreo è un tipo di biscotto prodotto e commercializzato da Mondelēz International. Il biscotto è formato da due biscotti circolari a base di farina, oli vegetali, con il 4,3% di cacao, e uno strato interno di crema. Dall'inizio della sua commercializzazione sono stati venduti oltre 490 miliardi di biscotti Oreo, che è dunque il biscotto più venduto di tutto il XX secolo.

## Storia del biscotto

Disegno sul biscotto

Il biscotto Oreo fu ideato e prodotto dalla ditta Nabisco, una società americana produttrice di biscotti, nel febbraio 1912 presso la ditta Chelsea a New York (successivamente diventata Chelsea Market). Fu creato principalmente per il mercato britannico, i cui biscotti erano considerati dalla Nabisco come troppo "ordinari" . Originariamente fu prodotto con un disegno di piccola montagna e disponibile in due sapori: meringa al limone e crema. Negli Stati Uniti furono venduti a 30 centesimi di dollaro la libbra in lattine con un tappo di vetro, che permetteva ai clienti di vedere i biscotti all'interno.
Un nuovo design per i biscotti fu introdotto nel 1916 e presentava una corona attorno al bordo del biscotto e il nome "OREO" al centro. Poiché il ripieno di crema era il più amato tra i due sapori disponibili, la Nabisco decise di ridurre la produzione del biscotto alla meringa al limone durante gli anni venti. 

L'Oreo attuale fu sviluppato nel 1952 da William A. Turnier al fine di incidervi il logo della Nabisco. Il ripieno moderno dei biscotti è stato sviluppato dal principale scienziato alimentare della Nabisco, Sam Porcello, che ha anche creato una gamma di biscotti Oreo ricoperti di cioccolato fondente e cioccolato bianco.

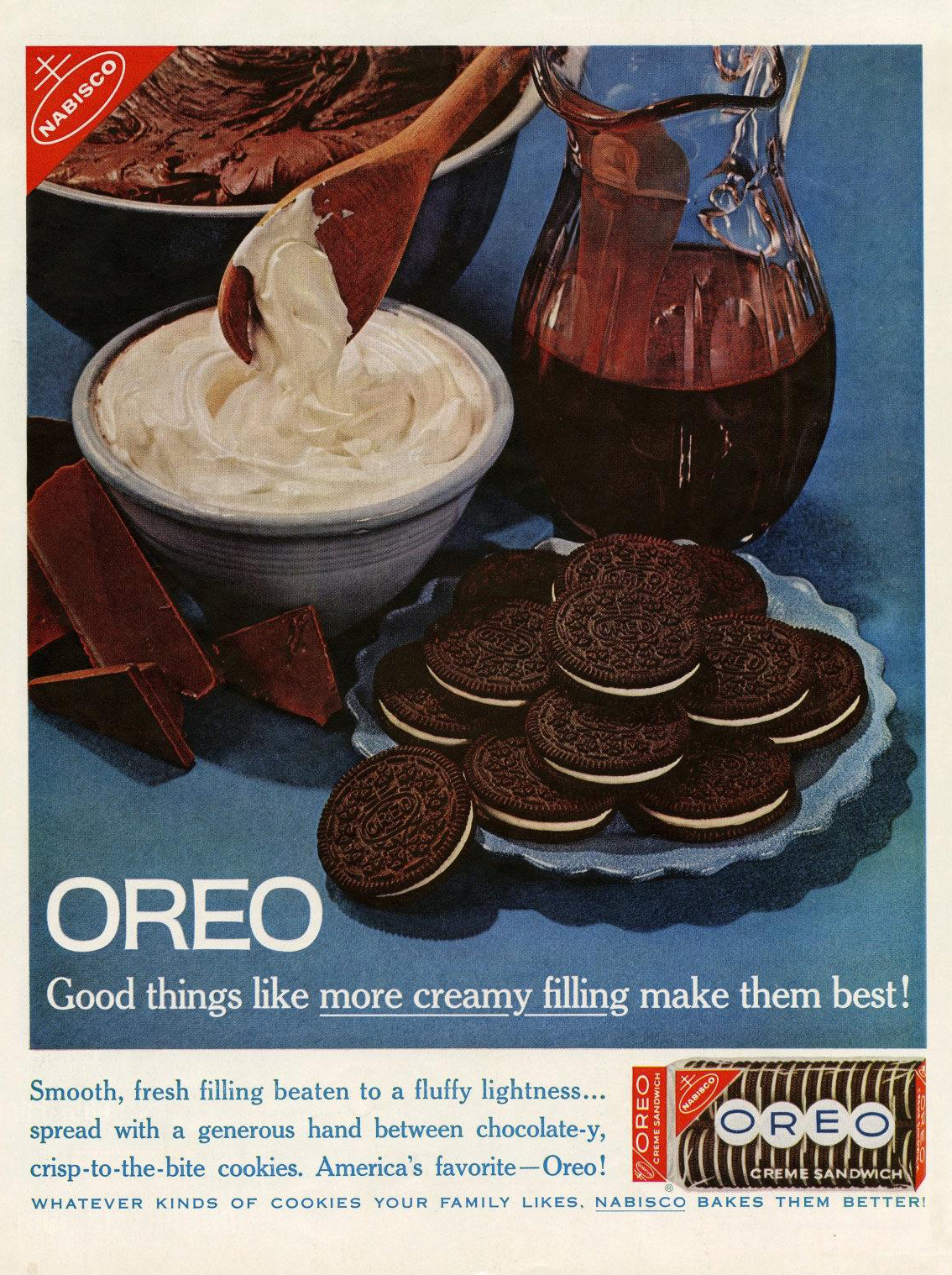
Pubblicità del 1961 negli Stati Uniti

L'Oreo è molto simile al biscotto Hydrox prodotto dalla ditta Sunshine, che fu introdotto nel 1908, lasciando il dubbio che l'Oreo sia stato ispirato da questo. I biscotti Hydrox sono stati ritirati dal mercato nel 1999 a causa del predominio commerciale dell'Oreo. Anche una nuova versione del biscotto, chiamata Droxie, fu in seguito ritirata dal mercato.
In Italia i biscotti Oreo sono commercializzati solamente a partire dal 2007, 95 anni dopo la loro nascita, a cura della società Saiwa, in tale periodo acquisita dal gruppo Kraft, il quale è poi diventato Mondelēz International ed ha acquisito anche la Nabisco.
Il 22 agosto 2017, grazie ad un accordo tra Mondelez e Google, come precedentemente fatto con KitKat, il nome Oreo viene scelto per la versione 8.0 del sistema operativo Android, seguendo la tradizionale nomenclatura alfabetica di dolci.

### Origine del nome
Esistono molte teorie riguardo all'origine del nome 'Oreo' che includono l'ipotesi dell'origine dalla parola francese 'or', oro (la confezione originaria era dorata), o dalla parola greca oros, che significa montagna o collina (a causa della forma originale del biscotto) o persino dalla parola greca 'oreos', che significa 'bello'. Altre teorie indicano che la sillaba 're' della parola cream fu inserita tra le due 'o' della parola chocolate, oppure semplicemente perché sembrava una combinazione melodica di suoni.
Un'altra teoria, proposta dalla scrittrice gastronomica Stella Parks, è che il nome derivi dal greco Oreodaphne, un genere della famiglia dell'alloro, originato dalle parole greche 'oreo' (ωραίο) che significa 'bello' e 'daphne' (δάφνη) che si riferisce all'alloro stesso. Parks osserva che il design originale dell'Oreo aveva una corona d'alloro e i nomi di molti biscotti Nabisco all'epoca del primo Oreo avevano derivazioni botaniche, tra cui Avena, Lotus ed Helicon (da Heliconia).

## Produzione del biscotto

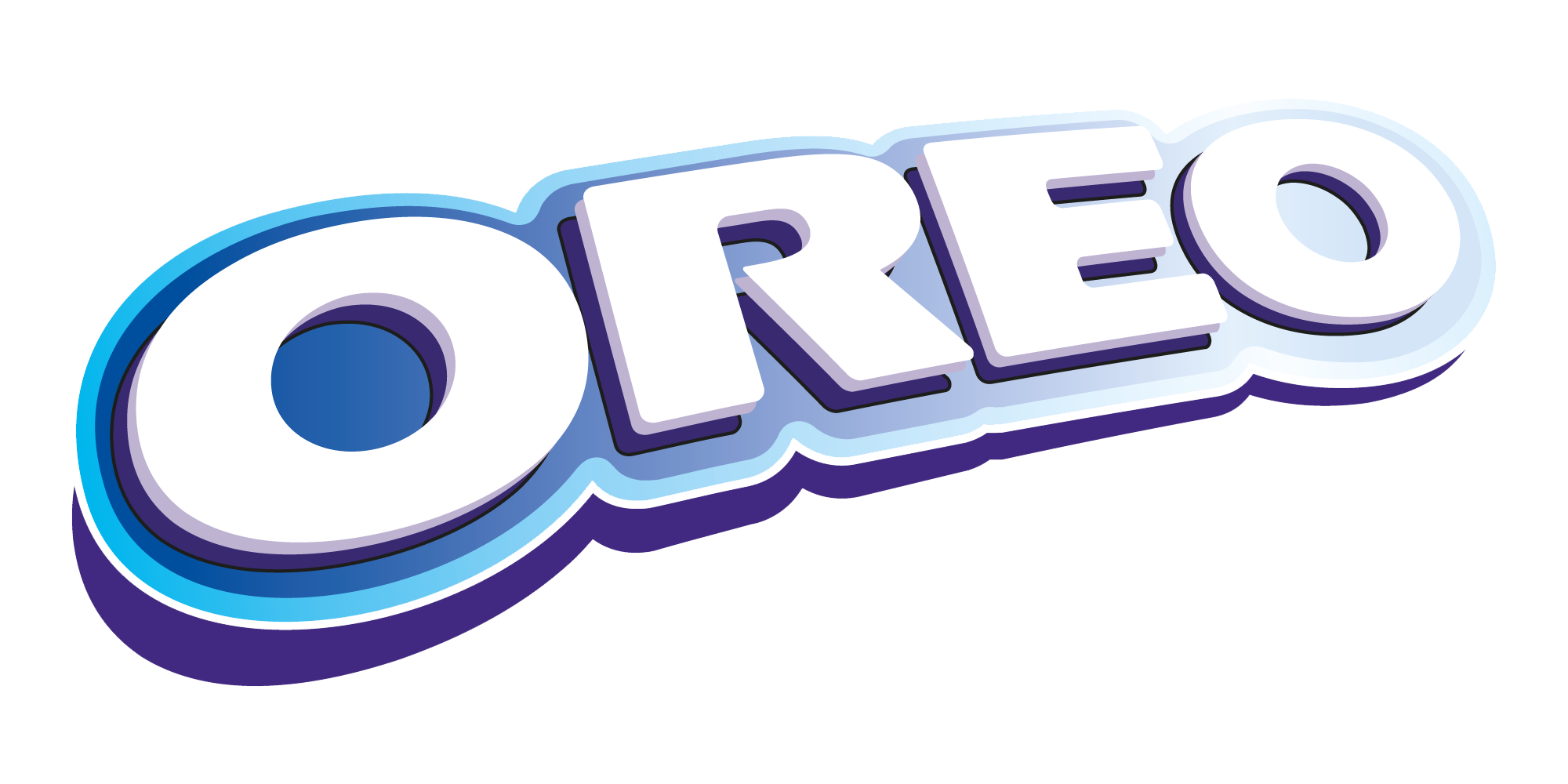
Logo in uso dal 2001 al 2014

Secondo le dichiarazioni di Kim McMiller, Direttore Associato per le Relazioni con i Consumatori, viene utilizzato un processo in due fasi per produrre i biscotti Oreo. I biscotti rotondi sono cotti in un forno lungo circa 90 metri. Gli ingredienti principali comprendono: zucchero (successivamente sostituito da sciroppo di fruttosio ottenuto dal mais, ma solo negli Stati Uniti), cacao olandese e liquore di puro cioccolato acquistato da fornitori esterni, farina direttamente prodotta nei mulini della Nabisco. La maggior parte dell'attuale produzione degli Oreo è effettuata presso la ditta Kraft/Nabisco a Richmond in Virginia; in Europa vengono prodotti in Spagna.

## Varietà

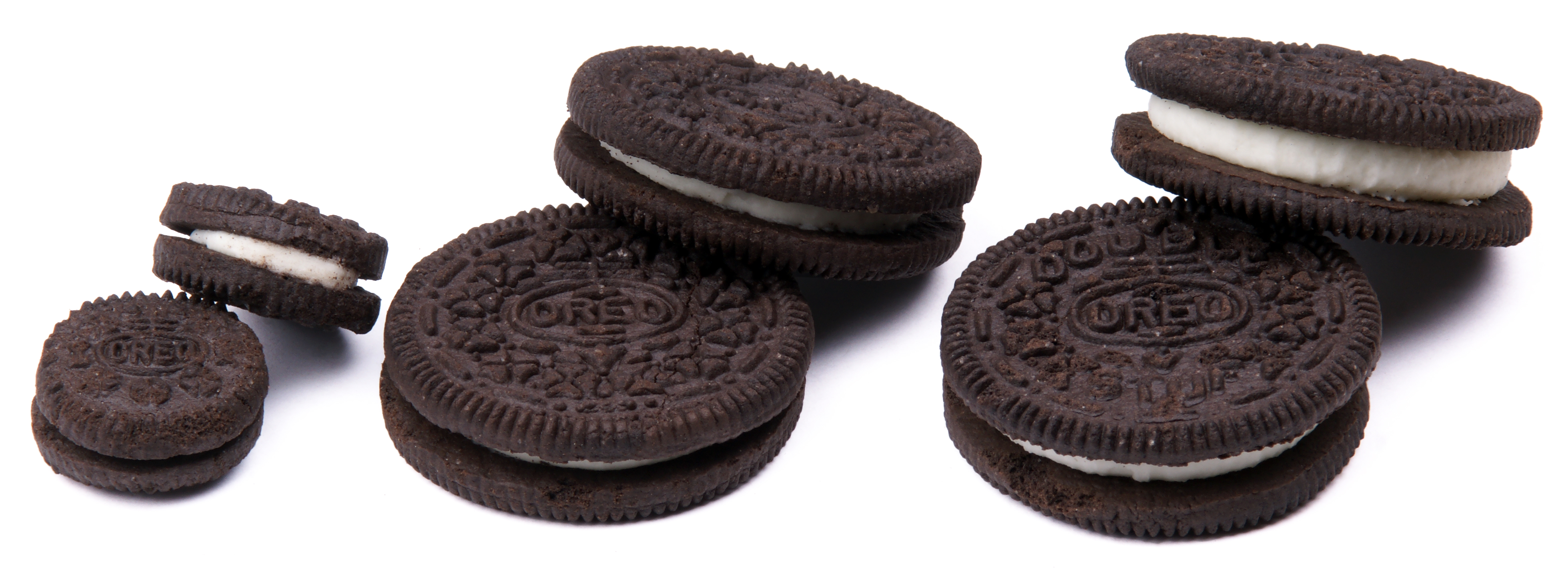
Oreo mini, Oreo classico e Oreo double

Oltre alla tradizionale forma di wafer a due biscotti ripieni di crema, gli Oreo sono prodotti in molte differenti varietà sin dalla loro iniziale commercializzazione, e talvolta gli ingredienti del biscotto sono la base per altri dolci derivati come alcuni tipi di cioccolato, gelati e dolci, prodotti da Mondelez o da altre aziende su licenza. Alcune tipologie di Oreo, non disponibili in tutti i Paesi, sono:
- Oreo WaferStix sono barrette lunghe di wafer con un contenuto di crema coperti di cioccolato;
- Golden Chocolate Creme Oreo sono Oreo invertiti: in due wafer di vaniglia è inserita una crema di cioccolato. Fino al 2007 erano denominati Uh-Oh Oreo;

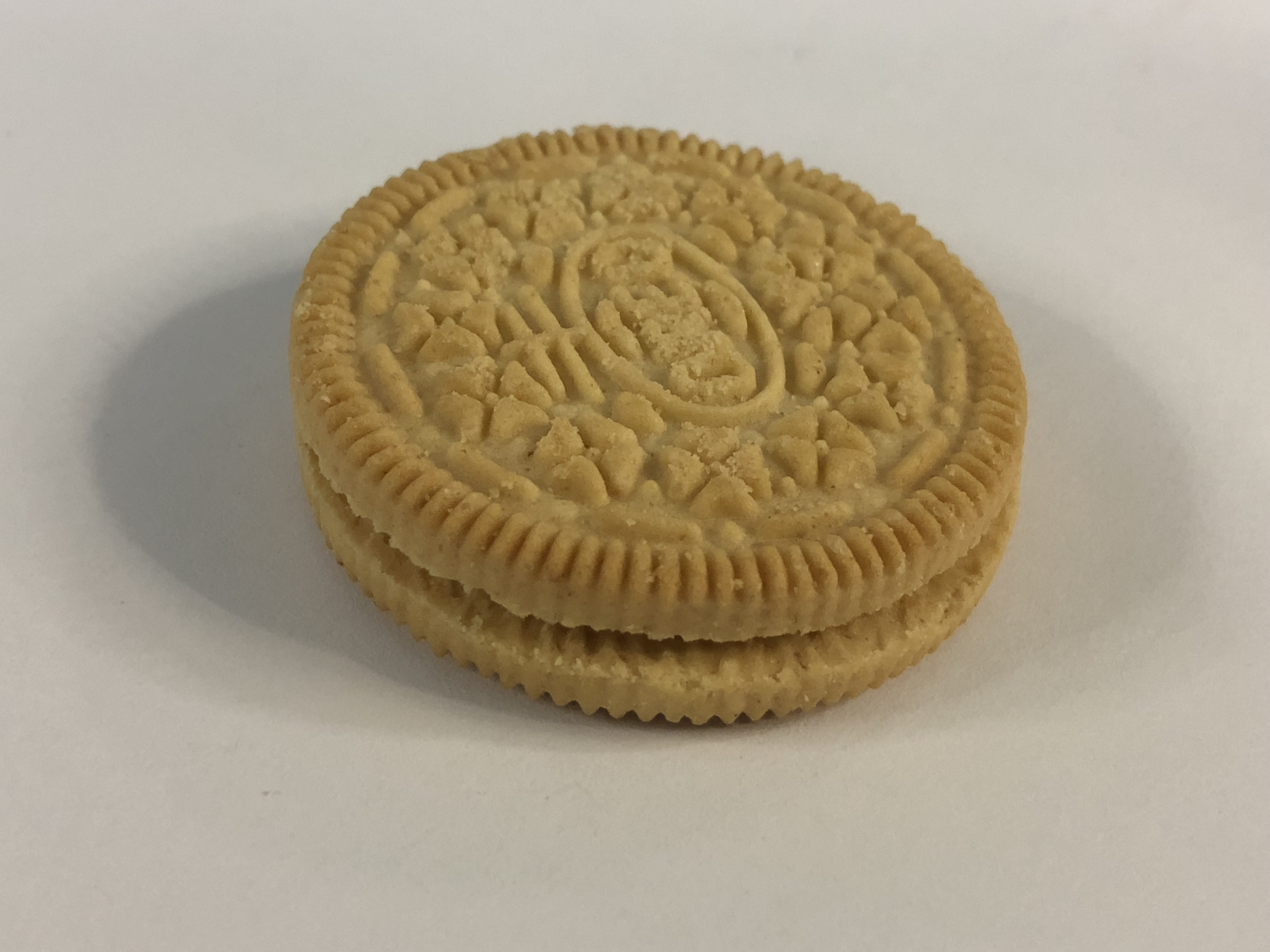
Golden Oreo

- Golden OreoGolden Oreo sono wafer di vaniglia con il tradizionale ripieno di crema bianca. Sono commercializzati anche alla crema di cioccolato;
- Mini Oreo sono versioni ridotte del tradizionale Oreo, della grandezza di un bocconcino;
- Double Stuf Oreo (introdotti nel 1975, in Italia dal 2017 con il nome Oreo Double) hanno il contenuto doppio di crema bianca;
- Double Delight Oreo (introdotti nel 1987) sono composti da biscotti di cioccolato con due ripieni: burro di arachidi e cioccolato, menta e crema, caffè e crema. È simile al Double Stuf;
- Flavored Oreos contengono un singolo ripieno in una grande varietà di creme, comprendente burro di arachidi, cioccolato, menta, caramello e milkshake alla fragola.
- Oreo Thins (in Italia dal 2017 come Crispy & Thin) sono la versione sottile del biscotto (66% più leggeri).

## Uso della parola "Oreo" come insulto
Nel mondo statunitense, il termine "Oreo" viene a volte utilizzato come insulto razziale rivolto a una persona di etnia mista o di origine afroamericana che è accusata di "volersi comportare come una persona di pelle bianca". L'insulto si basa sull'implicazione che la persona con la pelle nera sia come il biscotto Oreo, "nero fuori e bianco dentro". 
Ad esempio, il protagonista del romanzo del 1974, Oreo, della scrittrice statunitense Fran Ross, è stato soprannominato così a causa di un'eredità mista ebreo-americana e afroamericana. L'ex presidente americano Barack Obama, a causa della sua eredità birazziale, è stato paragonato a un Oreo da esponenti politici e personalità televisive come John McLaughlin e Rush Limbaugh.

## Controversie
Nel 2015, Mondelez ha annunciato la decisione di chiudere alcune delle sue fabbriche statunitensi e di spostare la produzione in Messico, innescando il cosiddetto boicottaggio degli Oreo.
Nel 2015, Mondelez International annunciò che metà dei 1.200 lavoratori della fabbrica di Chicago sarebbero stati licenziati perché la produzione veniva spostata a Salinas, in Messico. Prima di annunciare la chiusura e il trasferimento, Mondelez ha negoziato con i sindacati e il governo ma le parti non hanno raggiunto un accordo. All'inizio del 2015, Mondelez ha chiuso lo stabilimento a Philadelphia e ha portato al licenziamento di 350 dipendenti.
L'annuncio del boicottaggio fu dato da rappresentanti eletti a Philadelphia e da attivisti sindacali a Chicago. Il deputato Brendan Boyle annunciò il boicottaggio con un poster raffigurante un biscotto Oreo con un cerchio rosso e una linea che lo attraversava, accompagnato dal messaggio "Dite no agli Oreo". Altri attivisti hanno annunciato che avrebbero acquistato biscotti simili come Trader Joe's o Hydrox piuttosto che gli Oreo. Il candidato repubblicano presidenziale Donald Trump annunciò il suo sostegno al boicottaggio, esprimendo la sua delusione perché Mondelez era un'"azienda americana" e promettendo di non mangiare mai più un Oreo.
Il concorrente Hydrox si mosse per capitalizzare sul boicottaggio stampando una bandiera statunitense sulla confezione dei suoi biscotti. Nel 2016, dopo l’avvio della produzione in Messico, l’ AFL–CIO ha incoraggiato il boicottaggio e ha pubblicato una guida per i consumatori per aiutarli a identificare quali prodotti Mondelez erano realizzati in Messico.

## Nella cultura di massa
Uno scherzo comune è rimuovere con attenzione la crema di un biscotto Oreo e sostituirla con del dentifricio.